# Someone Like You (canción de Adele)
«Someone Like You» —en español, «Alguien como tú»— es una canción interpretada por la cantautora británica Adele; fue escrita por ella junto Dan Wilson, para su segundo álbum de estudio, 21 y ambos se encargaron de la producción de la misma. XL Recordings lanzó la canción como el segundo sencillo del álbum el 24 de enero de 2011 en el Reino Unido y el 9 de septiembre de 2011 en los Estados Unidos.
En la canción, la voz de Adele es acompañada solo por el sonido de un piano. La canción está inspirada en una relación pasada de Adele, en las letras ella canta sobre el final de dicha relación con su exnovio, quien ahora está casado, y sin embargo, ella menciona que la relación no ha terminado para ella. La canción recibió reseñas positivas de los críticos de música que tildaron a la canción como el punto destacado del álbum; su sonido simple, la letra y el desgarrador rendimiento de Adele en la canción fueron elogiados también.
Después de una interpretación bien recibida en los Premios Brit de 2011, «Someone Like You» se posicionó en el número 1 de las listas musicales del Reino Unido, siendo este el primer sencillo de Adele que lo logra, y se mantuvo en la cima de dicho repertorio durante cinco semanas. La canción también encabezó las listas en Irlanda, Nueva Zelanda, Australia y Argentina. Tras la aclamada presentación de Adele en los premios MTV Video Music Awards 2011, «Someone Like You» alcanzó el primer lugar en la lista semanal Hot 100 de Billboard de Estados Unidos. 
En 2012, en la 54.ª edición de los Premios Grammy, «Someone Like You» recibió un galardón por mejor interpretación pop solista.

## Antecedentes
«Someone like You» fue escrita y producida por Adele junto al compositor y productor estadounidense Dan Wilson. Fue una de las últimas canciones de 21 en ser escrita. La pista generaliza el contenido lírico del álbum, pues en ella se resume la relación que inspiró la mayoría de sus canciones.

### Composición e inspiración

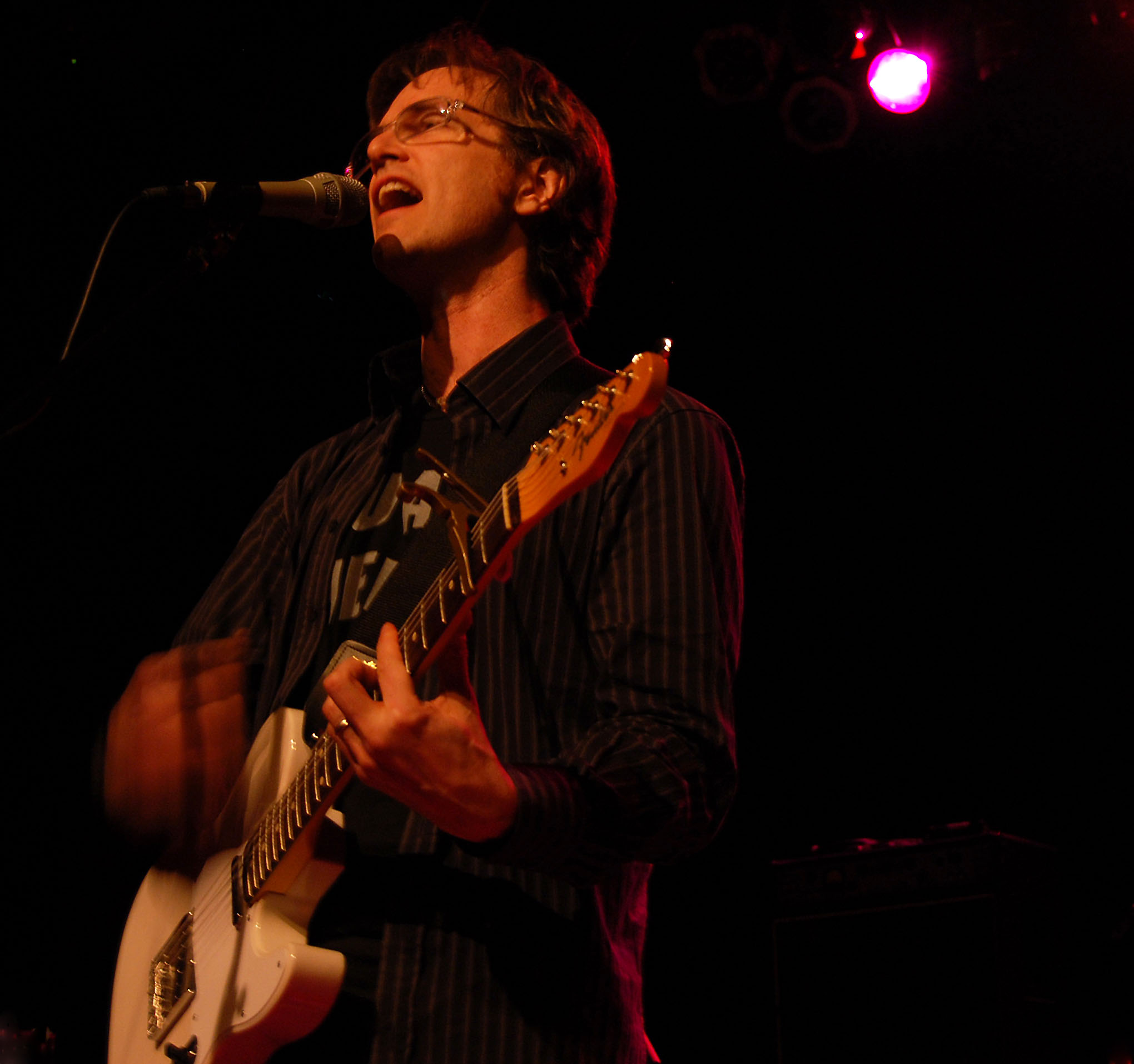
Dan Wilson, compositor y productor musical, coescribió la canción junto a Adele.

«Someone like You» es una balada de piano que habla líricamente de llegar a un acuerdo con una relación rota. De acuerdo a Aamir Yaqub, de Soul Lifestyle, «habla de un amor perdido. Es una pista extremadamente conmovedora con una interpretación vocal que hace la narrativa casi tangible y, hacia el final de la canción, te tiene al borde de tu asiento debido a la perfecta conducción de Adele a toda la emoción envuelta en la letra». «Someone like You» también ha sido comparada musicalmente con la canción «Hometown Glory», del álbum 19.
Adele dijo que fue escrita con una guitarra acústica, de forma rápida, y a raíz de la ruptura de su relación de 18 meses con el hombre de 30 años con el cual pensaba que se casaría. Pocos meses después de su separación, él se había comprometido con otra persona. La cantautora, quien comentó que escribir la canción le dio una sensación de paz, mencionó que no creía que «Someone like You» fuera bien recibida mundialmente.
Adele discutió abiertamente la génesis de la canción diciendo: «La escribí porque estaba harta de ser una perra, con «Rolling in the Deep» o «Rumour Has It»(...) Me agotó emocionalmente la forma en que yo lo estaba retratando a él, porque aunque soy un poco amarga y lamento algunas partes de ella, él sigue siendo la persona más importante que jamás estuvo en mi vida, y yo tenía que escribir «Someone like You» para sentirme bien conmigo misma y con los dos años que pasé con él; me sentí muy liberada cuando lo hice».
Adele reveló que ella estaba en una lucha emocional cuando la compuso: «Cuando la estaba escribiendo me sentía muy triste y bastante solitaria, algo contradictorio con la lírica de «Rolling in the Deep», considerando que se trataba de mí diciendo "yo voy a estar bien sin ti", pero en «Someone like You» estoy de rodillas rogándole a él, la verdad. Luego discutió aún más sobre inspiración de la canción: «me imagino a mi misma a los 40, buscándolo de nuevo, sólo para encontrarme con que sigue con su bella esposa, que tiene unos hermosos hijos y es completamente feliz(...) De eso se trata la canción y me da miedo el pensar en eso».

## Video musical

### Antecedentes y sinopsis

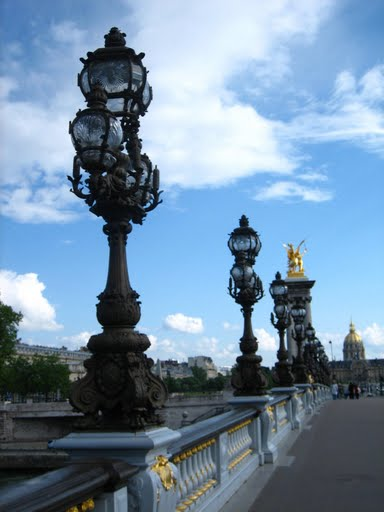
El puente Alejandro III, lugar donde se rodó el video musical de la canción. Al fondo se aprecia el Palacio Nacional de los Inválidos.

El 27 de septiembre de 2011, MTV News informó que el video para «Someone like you» ya había sido filmado en París, Francia, por el director inglés Jake Nava. Varias imágenes en blanco y negro que mostraban a Adele mirando un río bajo un cielo nublado también fueron divulgadas. Más tarde, el mismo día, MTV publicó una muestra de treinta segundos del video que mostraba a Adele yendo lentamente por un camino. Respecto al video, Nava declaró: «El lugar evoca estilo y romance. Y filmar temprano en la mañana te permite enfocarte en Adele y su solitario y emotivo espacio». El video fue estrenado el 29 de septiembre de 2011 en MTV y en Vevo.
La pieza comienza con Adele recorriendo un camino solitario. De fondo se divisa el Puente de la Concordia y el Museo del Louvre. Ella continúa caminando mientras canta la canción con una apariencia triste. Durante el primer estribillo de la canción, la cámara gira en 360° y muestra otros lugares de la ciudad, como la Torre Eiffel y el Gran Palacio. En el segundo estribillo, Adele deja de cantar y observa el Río Sena desde el Puente Alejandro III. Al fondo se observa el Palacio Nacional de los Inválidos. Luego continúa caminando sola por el puente hasta que otra toma la muestra dentro de un bar, donde también está su exnovio. Luego de verla, él se retira. El vídeo concluye con la cámara girando en 360°, mostrando varios reflejos del rostro de Adele.
En julio de 2015 el video de «Someone like You» marco más de 500.000.000 de visitas en el canal oficial de Adele en la plataforma VEVO.

### Recepción
James Montgomery, de MTV News, se refirió al vídeo como «un sombrío romance en blanco y negro, que muestra a Adele deambulando temprano en la mañana y suspirando por su amor perdido. Hace una perfecta combinación con el abanico emocional de la canción: crudo, sin filtros e increíblemente triste, pero, también, en muchos sentidos, bello y resuelto». En otra reseña, Montgomery alabó las imágenes en blanco y negro, declarando: «El director Jake Nava tomó la decisión más astuta al filmarlo en un artístico y borroso blanco y negro que solo le añade al clip un sentimiento desolado y angustiado». Añadió también: «No hay efectos especiales, trucos de cámara o coreografías elaboradas, porque esos son arreglos rápidos». Y finalizó refiriéndose a Adele como «la reina del dolor».
Un escritor del sitio web HitFix concluyó que el video se atiene al estilo tenue de la cantante y que su vibra encaja con la melodía melancólica. Tanner Stransky, de Entertainment Weekly, opinó que el video era tranquilo y declaró: «Es lo que se espera ver para esta dolorosa separación».

## Recepción comercial

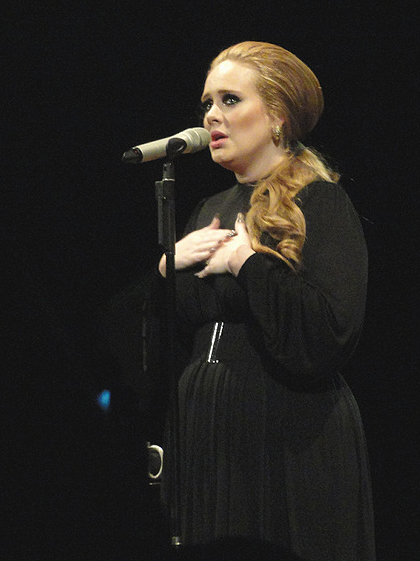
Adele interpretando «Someone like You» durante el concierto que ofreció en Seattle el 12 de agosto de 2011 con motivo de su gira Adele Live.

«Someone like You» ha tenido éxito comercial mundialmente, encabezó las listas musicales de Australia, Irlanda, Nueva Zelanda, el Reino Unido y los Estados Unidos, también llegó a los diez primeras posiciones en muchos otros países, principalmente en países de Latinoamérica como México y Argentina.
Antes de ser lanzada como sencillo, debutó en el número 36 en la UK Singles Chart, debido a las fuertes descargas digitales de 21. Después de ser interpretada en vivo durante los BRIT Awards 2011, la canción subió 46 lugares con respecto a su semana anterior al número uno, superando a «Born This Way» de Lady Gaga.
Mientras que «Someone like You» fue número uno en la tabla, el sencillo anterior de Adele, "Rolling in the Deep" se posicionó en el número cuatro. Con ese logro, Adele se convirtió en la primera artista viva desde The Beatles (en 1964) en tener dos éxitos entre los primeros cinco lugares simultáneamente, sucedió lo mismo en las listas de álbumes (21 y 19 también estuvieron en los cinco primeros lugares de manera simultánea). La canción se mantuvo cinco semanas no consecutivas en la primera posición y fue certificada con disco de platino por la BPI por vender 600 000 descargas. Hasta junio de 2015, la canción había vendido 1.57 millones de copias, siendo la quinta canción más descargada en formato digital en la historia musical del Reino Unido.
En su lanzamiento de radio en los Estados Unidos, y un aumento de la popularidad tras su actuación en los MTV Video Music Awards 2011, «Someone like You» ascendió al número uno del Billboard Hot 100, convirtiendo a Adele en la única artista británica en tener dos sencillos número uno consecutivos del mismo álbum. La canción subió del número 11 al número uno en la lista Hot Digital Songs con 275 000 descargas vendidas (incremento de 191%), de acuerdo con Nielsen SoundScan. En la lista de las Radio Songs, se trasladó desde el número 42 al número 19, con 46 millones de oyentes en todos los formatos (59% de aumento), de acuerdo con BDS de Nielsen. La canción hizo el mayor salto en los 53 años de historia del Hot 100, que no fue estimulado por el lanzamiento del sencillo. «Someone like You» se convirtió en la primera balada de voz y piano en encabezar el Billboard Hot 100, posición en la que se mantuvo durante 5 semanas no consecutivas. Hasta junio de 2013, la canción había vendido 5 576 000 copias en los Estados Unidos.

## Interpretaciones en directo
Adele interpretó «Someone like You» por primera vez en noviembre de 2010 en el programa de televisión Later Live...with Jools Holland, de la BBC, previo al lanzamiento del álbum.
Meses después, volvió a cantar la canción en la ceremonia de premiación de los BRIT Awards de 2011, la cual se llevó a cabo el 15 de febrero de ese año en el The O2 Arena de Londres. La cantante apareció en el escenario respaldada únicamente por un pianista, mientras que, de acuerdo a Neil McCormick de The Daily Telegraph, «los efectos especiales se limitaron a una lluvia de purpurina y las propias lágrimas de Adele».
Posteriormente, el 28 de agosto de 2011, Adele interpretó la canción durante los premios MTV Video Music Awards, entregados en el Nokia Theatre de Los Ángeles, California, recibiendo una ovación del público presente.

## Posicionamiento en listas
| Lista (2011-2012)                             | Mejor posición |
| --------------------------------------------- | -------------- |
| Alemania (Offizielle Deutsche Charts)         | 4              |
| Australia (ARIA)                              | 1              |
| Austria (Ö3 Austria Top 40)                   | 2              |
| Bélgica (Flandes) (Ultratop 50)               | 2              |
| Bélgica (Valonia) (Ultratop 50)               | 1              |
| Bolivia (StereoTrax los 30)                   | 1              |
| Brasil (Hot 100 Airplay)                      | 1              |
| Canadá (Canadian Hot 100)                     | 2              |
| Corea del Sur (Gaon International Singles)    | 9              |
| Dinamarca (Tracklisten)                       | 2              |
| Escocia (The Official Charts Company)         | 1              |
| Eslovaquia (Radio Top 100 Chart)              | 4              |
| España (Top 100 Canciones)                    | 4              |
| Estados Unidos (Billboard Hot 100)            | 1              |
| Estados Unidos (Adult Contemporary)           | 1              |
| Estados Unidos (Mainstream Top 40)            | 2              |
| Estados Unidos (Adult Top 40)                 | 1              |
| Estados Unidos (Hot Rock & Alternative Songs) | 24             |
| Estados Unidos (Hot Dance Club Songs)         | 24             |
| Estados Unidos (Hot Latin Songs)              | 28             |
| Estados Unidos (Latin Pop Airplay)            | 6              |
| Estados Unidos (Billboard Triple A)           | 2              |
| Finlandia (Finland's Official List)           | 1              |
| Francia (SNEP)                                | 3              |
| Irlanda (IRMA)                                | 1              |
| Israel (Media Forest)                         | 2              |
| Italia (FIMI)                                 | 1              |
| Japón (Japan Hot 100)                         | 43             |
| Noruega (VG-lista)                            | 5              |
| Nueva Zelanda (Recorded Music NZ)             | 1              |
| Países Bajos (Dutch Top 40)                   | 3              |
| Reino Unido (UK Singles Chart)                | 1              |
| República Checa (Rádio Top 100)               | 1              |
| Rumania (Romanian Top 100)                    | 2              |
| Suecia (Sverigetopplistan)                    | 3              |
| Suiza (Schweizer Hitparade)                   | 1              |

| País           | Lista                    | Mejor posición | Ref.   |      |      |      |      |
| 2011           | 2011                     | 2011           | 2011   | 2011 | 2011 | 2011 | 2011 |
| -------------- | ------------------------ | -------------- | ------ | ---- | ---- | ---- | ---- |
| Australia      | Australian Singles Chart | 4              | [ 57 ] |      |      |      |      |
| Canadá         | Canadian Hot 100         | 16             | [ 58 ] |      |      |      |      |
| Chile          | Mi Rock&Pop 100          | 1              | [ 59 ] |      |      |      |      |
| Estados Unidos | Billboard Hot 100        | 24             | [ 60 ] |      |      |      |      |
| Irlanda        | Irish Singles Chart      | 1              | [ 61 ] |      |      |      |      |
| Italia         | FIMI Charts              | 1              | [ 62 ] |      |      |      |      |
| Nueva Zelanda  | NZ Singles Chart         | 4              | [ 63 ] |      |      |      |      |
| Países Bajos   | Dutch Top 40             | 2              | [ 64 ] |      |      |      |      |
| Reino Unido    | UK Singles Chart         | 1              | [ 65 ] |      |      |      |      |
| Suiza          | Swiss Singles Chart      | 9              | [ 66 ] |      |      |      |      |
| 2012           |                          |                |        |      |      |      |      |
| España         | Top 50 Canciones         | 12             | [ 67 ] |      |      |      |      |

## Certificaciones
| País           | Organismo certificador | Certificación   | Simbolización | Ref.   |
| -------------- | ---------------------- | --------------- | ------------- | ------ |
| Alemania       | BVMI                   | Platino         | ▲             | [ 68 ] |
| Australia      | ARIA                   | 5 Multi-Platino | 5▲            | [ 69 ] |
| Bélgica        | BEA                    | Platino         | ▲             | [ 70 ] |
| Canadá         | Music Canada           | 7 Multi-Platino | 7▲            | [ 71 ] |
| Dinamarca      | IFPI                   | Platino         | ▲             | [ 72 ] |
| España         | PROMUSICAE             | Oro             | ●             | [ 73 ] |
| Estados Unidos | RIAA                   | 5 Multi-Platino | 5▲            | [ 74 ] |
| Italia         | FIMI                   | 2 Multi-Platino | 2▲            | [ 75 ] |
| México         | AMPROFON               | 2 Multi-Platino | 2▲            | [ 76 ] |
| Nueva Zelanda  | RIANZ                  | 3 Multi-Platino | 3▲            | [ 77 ] |
| Reino Unido    | BPI                    | 2 Multi-Platino | 2▲            | [ 78 ] |